# Striga
Striga, és un gènere de plantes paràsites amb 28 espècies que són originàries d'Àfrica, Àsia, i Austràlia. Tenen les tiges i fulles verd brillants i flors petites brillants i acolorides. Són paràsits obligats de les arrels i requereixen una planta hoste viva per a sobreviure. El gènere està dins la família Orobanchaceae, però classificacions anteriors la posaven dins Scrophulariaceae. Algunes espècies tenen efectes devastadors sobre l'agricultura espècialment en la de subsistència. Aquest conreus afectats són el moresc, el sorgo i la canya de sucre. Les tres espècies més perjudicials són: Striga asiatica, S. gesnerioides, i S. hermonthica.

## Símptomes
Retard de creixement, marciment i clorosi que són similars als soferts per una secada severa, deficiència de nutrients i malaltia vascular. Fa baixar el rendiment i fins i tot pot malmetre completament el conreu

## Taxonomia
- Striga aequinoctialis Oest d'Àfrica.
- Striga angolensis Angola.
- Striga angustifolia E. d'Àfrica, Àsia, Indonèsia.
- Striga asiatica Àfrica, Aràbia, Índia, Birmània, Xina, Indonèsia, Filipines, Malàisia, Nova Guinea, Austràlia, USA (introduït).
- Striga aspera Àfrica.
- Striga bilabiata Àfrica.
- Striga brachycalyx Àfrica.
- Striga chrysantha Àfrica Central.
- Striga dalzielii W. d'Àfrica.
- Striga elegans Angola, Malawi, Sud-àfrica, Zimbabwe.
- Striga forbesii Àfrica, Madagascar.
- Striga gastonii Chad i República Central Africana.
- Striga gesnerioides Àfrica, Aràbia, India, USA (introduït).
- Striga gracillima Tanzània.
- Striga hallaei Gabon, Congo.
- Striga hermonthica Senegal a Etiòpia, Tanzània, Angola, Namibia.
- Striga hirsuta Madagascar.
- Striga junodii Sud-àfrica, Moçambic.
- Striga klingii W. d'Àfrica, Nigeria, Ghana, Cameroon, Togo.
- Striga latericea E. d'Àfrica, Etiòpia, Somàlia.
- Striga lepidagathidis Senegal, Guinea, Guinea Bissau.
- Striga lutea Sudan, Etiòpia.
- Striga macrantha W. d'Àfrica, Nigeria, Costa d'Ivori, Togo.
- Striga passargei W. & C. d'Àfrica, Aràbia.
- Striga pinnatifida Etiòpia.
- Striga primuloides Costa d'ivori, Nigeria.
- Striga pubiflora Somàlia.
- Striga yemenica Etiòpia.

## Galeria

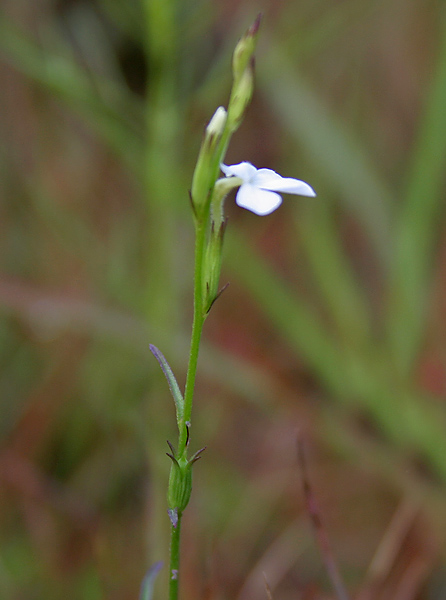
Striga densiflora a Hyderabad, Índia.
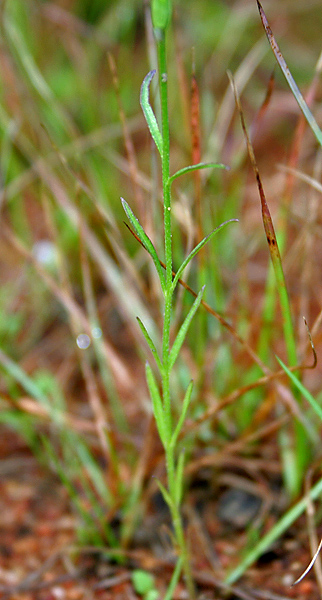
Striga densiflora a Hyderabad, Índia.
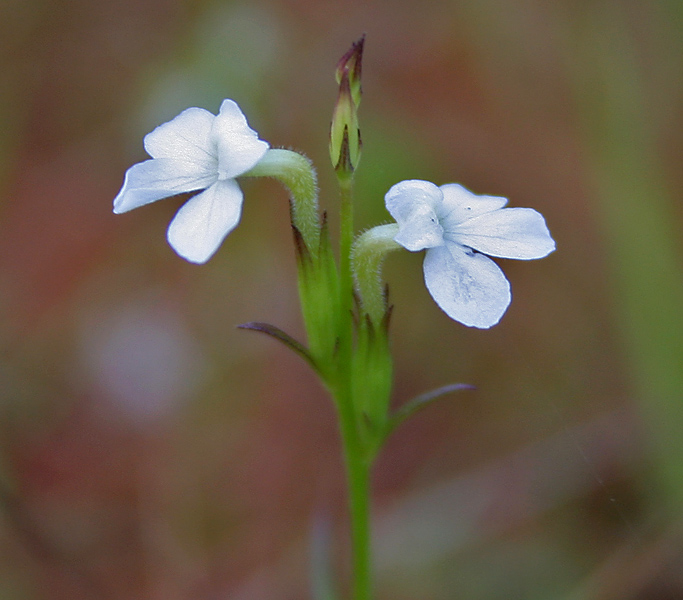
Striga densiflora a Hyderabad, Índia.